# شاعر زباله‌ها
شاعر زباله‌ها فیلمی ایرانی محصول ۱۳۸۴ به کارگردانی محمد احمدی است.

## خلاصه
یک رفتگر از طریق جمع‌آوری زباله‌ها از در خانه‌ها، پی به اسرار درون منازل می‌برد و به این ترتیب درگیر ماجراهای عاطفی و اجتماعی می‌شود...